# LGM–30 Minuteman
Az LGM–30 Minuteman amerikai fejlesztésű, szárazföldi telepítésű interkontinentális ballisztikus rakéta, az amerikai légierő Globális csapásmérő parancsnokságának egyik rendszerkomponense, termonukleáris harci részek hordozására alkalmas. 2018-ban az utolsó változat, az LGM–30G Minuteman III az USA egyetlen szárazföldi telepítésű, aktív állományú ICBM típusa.
A Szovjetunió 1955-ben sikeres hidrogénbomba tesztet hajtott végre és két évvel később, 1957-ben pedig Föld körüli pályára állította első műholdját, a Szputnyikot. Az USA vezetése félve egy szovjet ballisztikusrakéta-támadástól, a gyors válaszidejű, nagy hatótávolságú rakéták fejlesztésének magas prioritást adott. Az 1950-es évek végén, 1958-ban kifejlesztett rakéta lett az elsődleges elrettentő eszköze az Államoknak, elsősorban a szovjetekkel szemben. Ez az első típus, amely szilárd hajtóanyaggal lett ellátva, főként a hosszú tárolási idő és kis karbantartási költségek, illetve az indítást megelőző kis reakcióidő elérése érdekében. Összehasonlítva a folyékony hajtóanyagú rakétákkal, melyek az indítás előtti feltöltés során fokozottabban ki voltak téve az ellenséges megelőző csapásnak. Később ez lett az első típus, amit képessé tettek az önállóan navigáló több rombolófej, azaz a MIRV-ek hordozására, 1970 után.
A fejlesztést 1958 őszén a Boeing nyerte meg, ami az idők folyamán a vállalat történetének egyik legösszetettebb, legnagyobb és leghosszabb fejlesztési programjává vált. Csúcsidőszakban harminckilencezer embert foglalkoztattak, kilenc nagyvállalattal kötött alvállalkozói szerződéseken keresztül. A Minuteman I 1962-ben állt szolgálatba, elsősorban a szovjet nagyvárosok ellen tervezett válaszcsapások fő eszközeként, abban az esetben, ha az USA-t ballisztikusrakéta-támadás érné. A kubai rakétaválság idején, 1962. október 27-én érte el az első tíz siló a műveleti készültséget a montanai Malmstrom AFB-n. A haditengerészet által fejlesztett Polaris hasonló feladatkört látott el, emiatt a légierő fejlesztési koncepciója megváltozott, nagyobb találati pontosságú vezérlési központokat fejlesztettek ki a típushoz, mellyel elérhették az ellenfél megerősített célpontjainak, illetve rakétasilóinak közvetlen támadását is. A továbbfejlesztett Minuteman I-et a Minuteman II követte 1965-ben, amely egy sor további fejlesztést tartalmazott pontosság és a szovjet ellenrakétákkal (ABM) szembeni ellenállás terén. Ezt a Minuteman III követte 1970-ben, amely már három kisebb méretű rombolófejet hordozott, növelve a célmegsemmisítési esélyeket, illetve az önálló támadóképességű MIRV-eket is bevethették általa. Az összes változat képessé lett téve nukleáris rombolófejek bevetésére: ilyen volt kezdetben az 1,2 megatonnás W56 (Minuteman I és II), majd később a 170 kilotonnás W62, később ezt a 335-350 kilotonnás W78 követte. A W87-et alapvetően csak az LGM–118 Peacekeeper (más nevén az MX rakéta) hordozhatta, rakétánként tíz darabot, azonban a Peacekeeper kivonása óta 2007-től a régebbi, Minuteman III is bevethet rakétánként egy harcirészt.

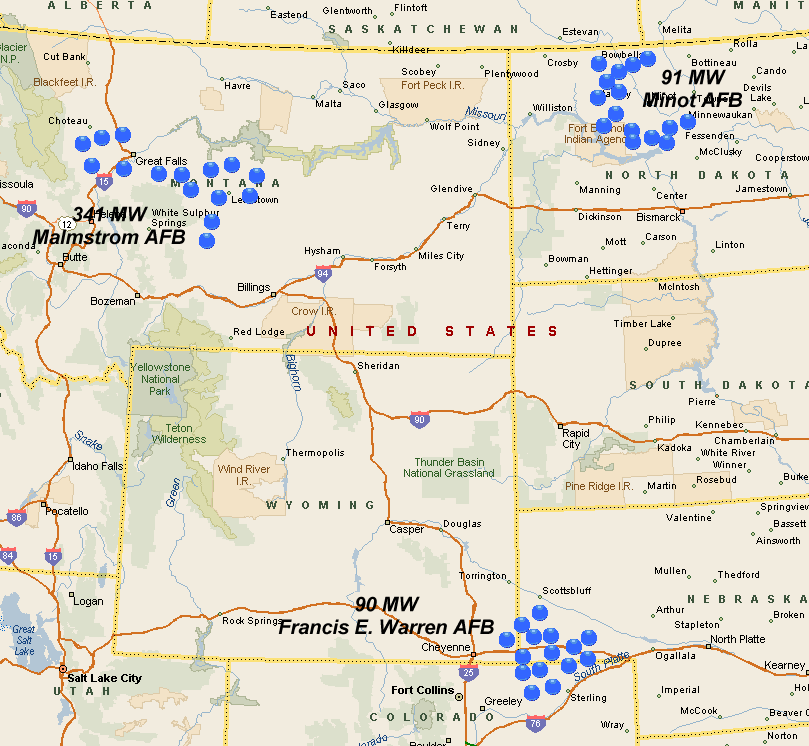
A 2010-ben még aktív indítóállomások

Az 1962-es szolgálatba állást követő öt év alatt ezer darab rakéta és földfelszín alá épített indítósilója lett átadva. A silók az ország középső és északi államaiban, Montana, Észak- és Dél-Dakota, Wyoming és Missouri államokban lettek kiépítve. Összesen 150 darab Minuteman IA, 650 darab Minuteman IB, 500 darab Minuteman II és 550 darab Minuteman III rakéta lett átadva, az utolsó III-as 1978. november 30-án.
Az indítóállomásokat a Safeguard program keretében megtervezett ABM állomások védték, melyekből csak kevés épült ki teljesen. A védelmet az akkor még kis kockázatú kínai és az annál jelentősebb szovjet – és másegyéb, pl. izraeli – csapásmérés ellenében dolgozták ki. A programban kezdetben a Nike Zeus ellenrakéta típus szerepelt. Az 1960-as évekre nyilvánvalóvá vált, hogy a többfejes támadások és csali-robotrepülőgépek ellen nem nyújt hatékony védelmet, így később a Nike-X rendszert dolgozták ki, aminek kiépítési költségei azonban horribilisek lettek volna. A Sprint rakéta kifejlesztése és az 1967-es kínai hidrogénbomba felrobbantása vezetett a Nike-X végéhez, melyet a Sentinel követett. A Sentinel rendszer PAR lokátorokból (Perimeter Acquisition Radar), LIM–49 Spartan és Sprint rakétákból állt. Mindhárom rakéta atomtöltettel rombolt, csúcsidőszakban 17 nagyváros közelében telepítettek kilövőállomásokat, összesen megközelítőleg 500-at. Az ABM-központokat végül az 1972-es ABM-szerződés korlátozta. Kidolgoztak hozzá teherszállító-repülőgépekből kidobható és levegőből indítható programokat (Airborne Launch Control System, ALCS), mindhárom repülőgép-típusról – C–5, C–141, C–17 – végeztek indítási teszteket, valamint mobil, vasúti szerelvényekről üzemeltethető indítóállomásokat is. A rakéták és az indítósilók számát a SALT (SALT–1, SALT–2) és START (START, START II) egyezmények korlátozták, azonban az új START egyezmény alakulása miatt a korábbitól eltérő harcirész-konfiguáció is megvalósulhat a teljes kivonásig (újra-MIRV-esítés).
Az amerikai hadrendből a GBSD (Ground Based Strategic Deterrent) program keretében fejlesztés alatt álló rakétarendszer fogja kiváltani (típusjele előre láthatóan az LGM–182A lesz), melyek legkorábban 2029-től állnak hadrendbe. A 2020. szeptember 08-án nyílvánoságra hozott információk szerint a Boeingtől a Northrop Grumman veszi át a további fejlesztéseket, a kidolgozáshoz több mint 13 milliárd USD-t különítenek el, a típusváltás költségeit pedig 100 milliárd USD felé tervezik.
Kis reakcióideje miatt kapta a Minuteman ragadványnevet, amely korábban az amerikai függetlenségi háború idején felállt, gyors reagálású fegyveres milíciák (Minutmen) gyűjtőnevéből ered.